# Capilla del Cristo Rey
La capilla del Cristo Rey es un Bien de Interés Cultural que se ubica en la calle comandante médico Fidel Pagés junto al Hospital Universitario de Melilla en el Ensanche Modernista en la ciudad española de Melilla.

## Historia
Fue construida entre 1939 y 1941 por el ingeniero militar D. Luis Siera Miralles para el Hospital Militar de Melilla.

## Descripción
Se trataba del octavo pabellón (contado desde la puerta principal) que está situado junto al muro que separa el Hospital Militar de la Calle Ramal del Docker (que es continuación de la Calle Marqués de los Vélez).

### Exterior
En el exterior la iglesia queda completamente aislada, como un pabellón más de los muchos que componen este hospital, pero resaltado por su situación y por su remate, ya que las naves laterales se cubren con terrazas limitadas por balaustradas, destacando entre ellas el cuerpo de la nave central con cubierta de teja y espadaña de un vano entre aletones curvos y dobles pilastras que sostienen el frontón segmental apoyando una cruz.
Limitada por contrafuertes se abre una portada de arcos de medio punto, entre pilastras con grandes ménsulas que sostienen un frontón triangular y rosetón en la zona superior.

### Interior
Presenta tres naves, y su aspecto interior recuerda las basílicas de Roma por su sentido de la proporción y ritmo clásico. La nave central, más amplia y alta que las laterales, se separa de éstas por arcos de medio punto apoyados en columnas sobre altos basamentos, coronados por capiteles corintios de piedra. Su cubierta es plana, decorada con casetones y en el del nivel de las naves laterales se abren claraboyas circulares, cuyo ritmo se continúa en los medallones de la cabecera. El presbiterio es muy sencillo y ligeramente más elevado, alzándose frente a él una tribuna con balconcillo convexo cerrado por pretil de madera con enrejado clásico.